# Something About Faith
Albums de Faith Evans
A Faithful Christmas
(2005) R&B Divas
(2012)
Singles
1. Gone Already
Sortie : 10 août 2010

Something About Faith est le sixième album studio de Faith Evans, sorti le 5 octobre 2010.
L'album s'est classé 1er au Top Independent Albums, 4e au Top R&B/Hip-Hop Albums et 15e au Billboard 200.

## Liste des titres
| No  | Titre                                                                                 | Auteur                                                                               | Contient un (des) sample(s) de                                      | Durée |
| --- | ------------------------------------------------------------------------------------- | ------------------------------------------------------------------------------------ | ------------------------------------------------------------------- | ----- |
| 1.  | Something About Faith (Intro) (Produit par Faith Evans et Kye Russaw)                 | Faith Evans, Kye Russaw                                                              |                                                                     | 2:41  |
| 2.  | I Still (Produit par KayTwo)                                                          | Evans, Kyle Stewart, Ebony Carr-Baskin                                               |                                                                     | 4:10  |
| 3.  | Way You Move (featuring Snoop Dogg – Produit par Chucky Thompson)                     | Evans, Chucky Thompson, J. Ferguson, Don Lee Samuels, Keonte Vincent, Calvin Broadus |                                                                     | 4:55  |
| 4.  | Real Things (Produit par Malik Pendleton)                                             | Malik Pendleton                                                                      |                                                                     | 3:02  |
| 5.  | Worth It (Produit par Chucky Thompson)                                                | Evans, Thompson, Ferguson, Samuels                                                   |                                                                     | 3:39  |
| 6.  | Gone Already (Produit par Carvin & Ivan)                                              | Evans, Carvin Haggins, Ivan Barias, Ryan Toby, Corey Williams, Johnathan Smith       |                                                                     | 3:53  |
| 7.  | Party (featuring Redman – Produit par Mike City)                                      | Evans, Michael Flowers, Ben Briggs III, Toni Coleman, Brown, Reginald Noble          |                                                                     | 3:37  |
| 8.  | Right Here (Produit par Kye Russaw)                                                   | Evans, Russaw, Ferguson, Coleman                                                     |                                                                     | 3:07  |
| 9.  | Your Lover (Produit par Chucky Thompson)                                              | Evans, Thompson, Ferguson, Samuels                                                   |                                                                     | 3:10  |
| 10. | Can't Stay Away (featuring Keyshia Cole – Produit par Ibe)                            | Evans, I. Soliman, Briggs, Coleman, Keyshia Cole                                     |                                                                     | 3:20  |
| 11. | Sunshine (Produit par Mike City)                                                      | Evans, Flowers, Samuels, Briggs                                                      |                                                                     | 3:33  |
| 12. | Everyday Struggle (featuring Raekwon – Produit par Faith Evans et Brad Todd)          | Evans, Harvey Mason, Jr., Briggs, Samuels, Coleman, Brown, Woods                     | Either Way de Dave Grusin Everyday Struggle de The Notorious B.I.G. | 4:31  |
| 13. | The Love in Me (Produit par Salaam Remi,)                                             | Evans, Salaam Remi, Briggs, Samuels, Coleman, Watson, Moore                          | Easter Clothes de Salaam Remi                                       | 3:36  |
| 14. | Change (Produit par Anthony Bell et Darrell Robinson)                                 |                                                                                      |                                                                     | 3:44  |
| 15. | Troubled World (featuring Kelly Price et Jessica Reedy – Produit par Chucky Thompson) | Evans, Chucky Thompson Gross, DJ Rogers, Jr                                          |                                                                     | 3:53  |
| 16. | Baby Lay (Produit par Devinaire et Ben Briggs III)                                    | Evans, Briggs                                                                        |                                                                     | 3:51  |

| 17. | Troubled World (Part 2) (featuring Estelle et Lil' Mo) | Evans, Thompson, Cynthia Loving, Estelle Swaray |  |